# Jordi Guillem de Brandenburg
Jordi Guillem de Brandenburg - Georg Wilhelm von Brandenburg (alemany) - (Berlín, 13 de novembre de 1595 - Königsberg, 1 de desembre de 1640) fou un noble alemany membre de la dinastia dels Hohenzollern, marcgravi, príncep elector de Brandenburg i duc de Prússia des de 1619 fins al 1640.

## Família
Fou fill de Joan Segimon (1572-1622) i d'Anna de Prússia (1575-1625). El 1616 es va casar amb la princesa palatina Elisabet Carlota de Wittelsbach (1597-1660) filla de l'elector Frederic IV del Palatinat (1574-1610) i de la princesa d'Orange Lluïsa Juliana de Nassau (1576-1644). El matrimoni va tenir quatre fills: 
- Lluïsa Carlota (1617-1676), casada amb Jacob Kettler (1610-1681), duc de Curlàndia.
- Frederic Guillem (1620-1688), casat primer amb la princesa Lluïsa Enriqueta de Nassau (1627-1667) i després amb Sofia Dorotea de Schleswig-Holstein-Sonderburg-Glücksburg (1636-1689).
- Hedwig Sofia (1623-1683), casada amb Guillem VI de Hessen-Kassel (1629-1663).
- Joan Segimon nascut i mort el 1624.

## Govern
En morir el seu pare, Jordi Guillem es va fer càrrec del govern de l'Electorat de Brandenburg i del ducat de Prússia. Aleshores, ja tenia una cerca experiència com a governant, donat que el seu pare l'havia enviat durant cinc anys com a Governador de Clèveris, després d'haver estudiat a Frankfurt. El seu objectiu prioritari va ser assegurar les adquisicions territorials fetes pel seu pare.
Quan el rei de Suècia Gustau II es va casar amb la seva germana, Maria Elionor, es va produir un conflicte diplomàtic, ja que la mà de la princesa era pretesa pel fill del rei polonès Segimon III.
Jordi Guillem era considerat un governant feble. En la Guerra dels Trenta Anys va portar a terme una ineficaç política d'indecisió entre els diferents bàndols, essent el país devastat i saquejat en diverses ocasions. Hi va haver, a més, epidèmies de pesta, de manera que Brandenburg va perdre una part important de la seva població, i va tardar molts anys a recuperar-se. D'una banda, estava compromès amb l'Església Catòlica i l'emperador Ferran II, però de l'altra, també estava ben relacionat amb Gustau II de tradició protestant. Finalment, Jordi Guillem es va retirar de la guerra i va signar la Pau de Praga amb l'emperador Ferran II el 30 de maig de 1635. Va deixar Schwarzenberg a càrrec del govern, i ell es va retirar el 1637 a la regió relativament segura del Ducat de Prússia, on va viure fins que va morir a Königsberg a 1640.